# پاتریک فلین (ورزشکار)
پاتریک فلین (انگلیسی: Patrick Flynn; ۱۷ دسامبر ۱۸۹۴ – ۵ ژانویهٔ ۱۹۶۹) ورزشکار دو و میدانی اهل ایالات متحده آمریکا بود.